# Avenida Pellegrini
La avenida Pellegrini es una arteria de Rosario, provincia de Santa Fe, Argentina. 
Es una avenida que corre de este a oeste a través del centro sur de la ciudad, desde la Avenida Belgrano, junto al río Paraná, hasta la Avenida Provincias Unidas, cerca del límite oeste del ejido. Desde la Avenida Provincias Unidas hacia el oeste se transforma en la Autopista Rosario - Córdoba.
Junto con el río Paraná y con Bulevar Oroño, señala el área no oficial del microcentro de la ciudad.
Sirve como límite de distintos barrios desde el Distrito Centro hasta su continuidad hacia el oeste, entre ellos el barrio Centro, República de la Sexta, Del Abasto, Nuestra Señora de Lourdes, Echesortu y Cinco Esquinas.

## Características
La avenida tiene dos anchas manos y un angosto cantero central, usualmente alineado con pequeños árboles y arbustos. Nace muy cerca de la margen derecha del río Paraná y sube la barranca entre laderas empastadas y aceras anchas. En este primer tramo es el límite sur del Parque Urquiza. Finalizado el ascenso de la barranca alcanza el nivel por donde correrá hasta su fin. A pocos metros de allí pasa por la Facultad de Ciencias Exactas, Ingeniería y Agrimensura (UNR), edificio que también alberga el Instituto Politécnico de la Universidad Nacional de Rosario.
Luego y por aproximadamente 2 km se transforma en una avenida altamente comercial, con finos restaurantes, bares, pizzerías, heladerías.
Finalizada la zona comercial, entre las calles Moreno y Balcarce, sobre la vereda norte, se encuentra el edificio de estilo de los 1930s de los Tribunales Provinciales de Rosario. A partir de la calle Balcarce y por casi 1 km sirve de límite norte del Parque Independencia. En su intersección con el Bv. Oroño se ubica el Museo Municipal de Bellas Artes Juan B. Castagnino.
Finalizado el Parque Independencia, en la intersección con la Avenida Ovidio Lagos, bordea el sector norte del Cementerio El Salvador.
Desde Av Ovidio Lagos hasta la Avenida Provincias Unidas (aproximadamente 4 km) alterna comercios y viviendas atravesando distintos barrios de la ciudad.
La Avenida Pellegrini, desde 2005, es también un acceso a la ciudad desde el oeste ya que es la continuación de la Autopista Rosario-Córdoba.

## Historia
La avenida fue inaugurada en 1868 con el nombre de Boulevard Argentino, como parte de un programa de la recién creada Municipalidad de Rosario para embellecer la urbe, que en ese entonces contaba con 23.000 habitantes. En esa misma época también se realizó la inauguración del Boulevard Santafesino (luego Bulevar Oroño).
En 1890 se pavimentó, cuando todavía Pellegrini llevaba el nombre de Boulevard Argentino.
A través del decreto municipal número 22 del 28 de septiembre de 1906 pasó a denominarse Avenida Carlos Pellegrini, en homenaje al presidente de Argentina entre 1890 y 1892.
Desde la década de 1970, en la rotonda de Pellegrini y Oroño se monta un árbol de Navidad diseñado con luces, de 24 metros de ancho por 15 metros de alto, que se inaugura cada año el 8 de diciembre con una fiesta popular y se desmonta los primeros días de enero.
En junio de 2015 se inauguró en un tramo céntrico de avenida Pellegrini el Paseo de los Olímpicos, donde se homenajea a los deportistas rosarinos (o que al menos hayan sido parte de una asociación o federación local) que participaron en Juegos Olímpicos desde 1924. Son en total 169 placas empotradas en las veredas a lo largo de ocho cuadras (entre Moreno y Sarmiento) que rinden homenaje a deportistas como Luis Brunetto, Juan Carlos Zabala, Alberto Demiddi, Luciana Aymar, Ayelén Stepnik, Ángel Di María y Lionel Messi, entre otros.
Desde 2018, uno de los carriles de la avenida Pellegrini (sentido oeste-este) entre las calles Buenos Aires y Alvear se integró a la Calle Recreativa, un circuito que se inauguró en octubre del 2010, que todos los domingos por la mañana queda liberado de tránsito vehicular y permite utilizar libremente las calles para caminar o hacer deportes.

## Galería de imágenes

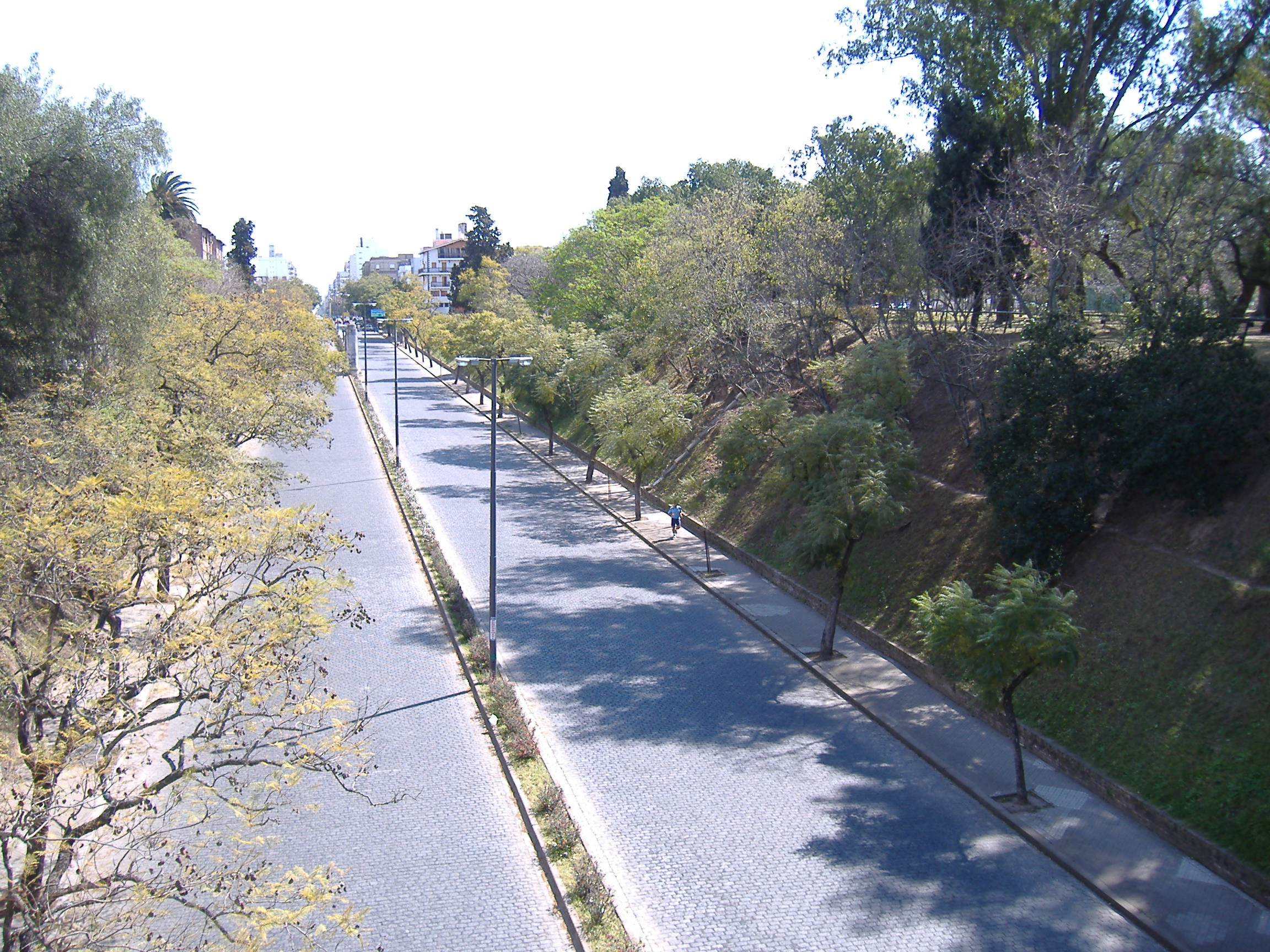
Bordeando el Parque Urquiza, cerca del nacimiento de la Avenida
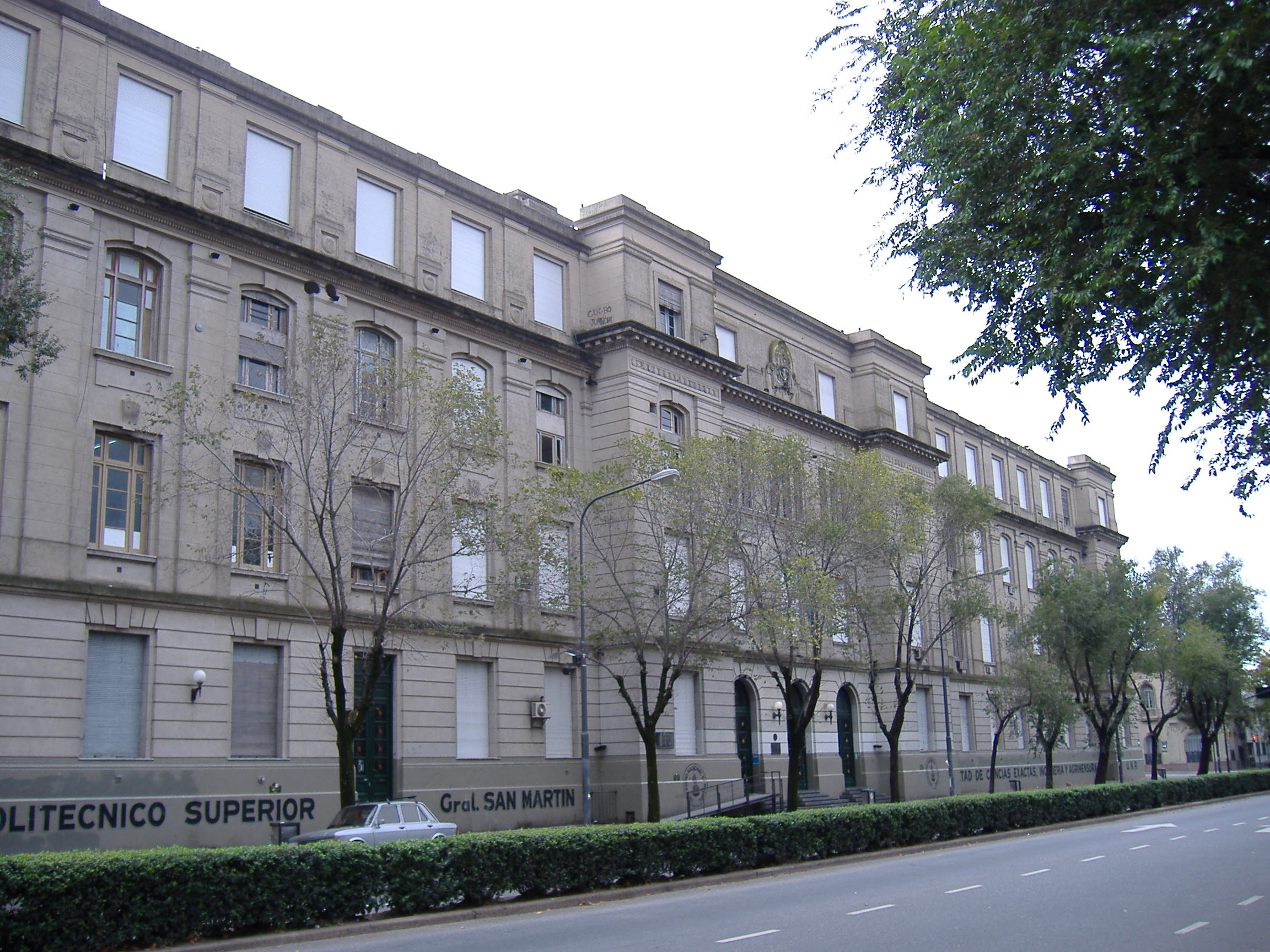
Facultad de Ingeniería e Instituto Politécnico
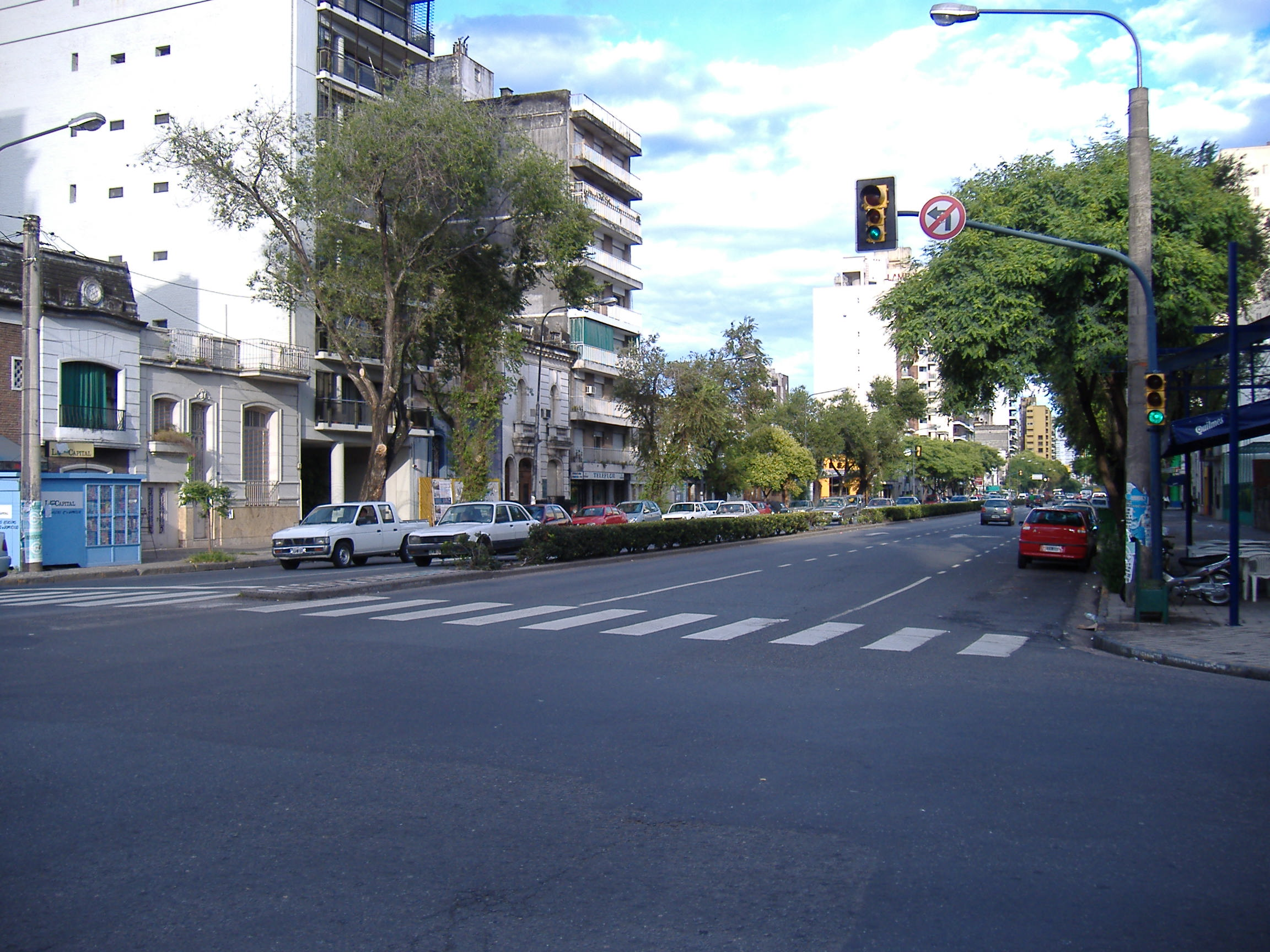
Vista hacia el oeste, esquina con calle Alem
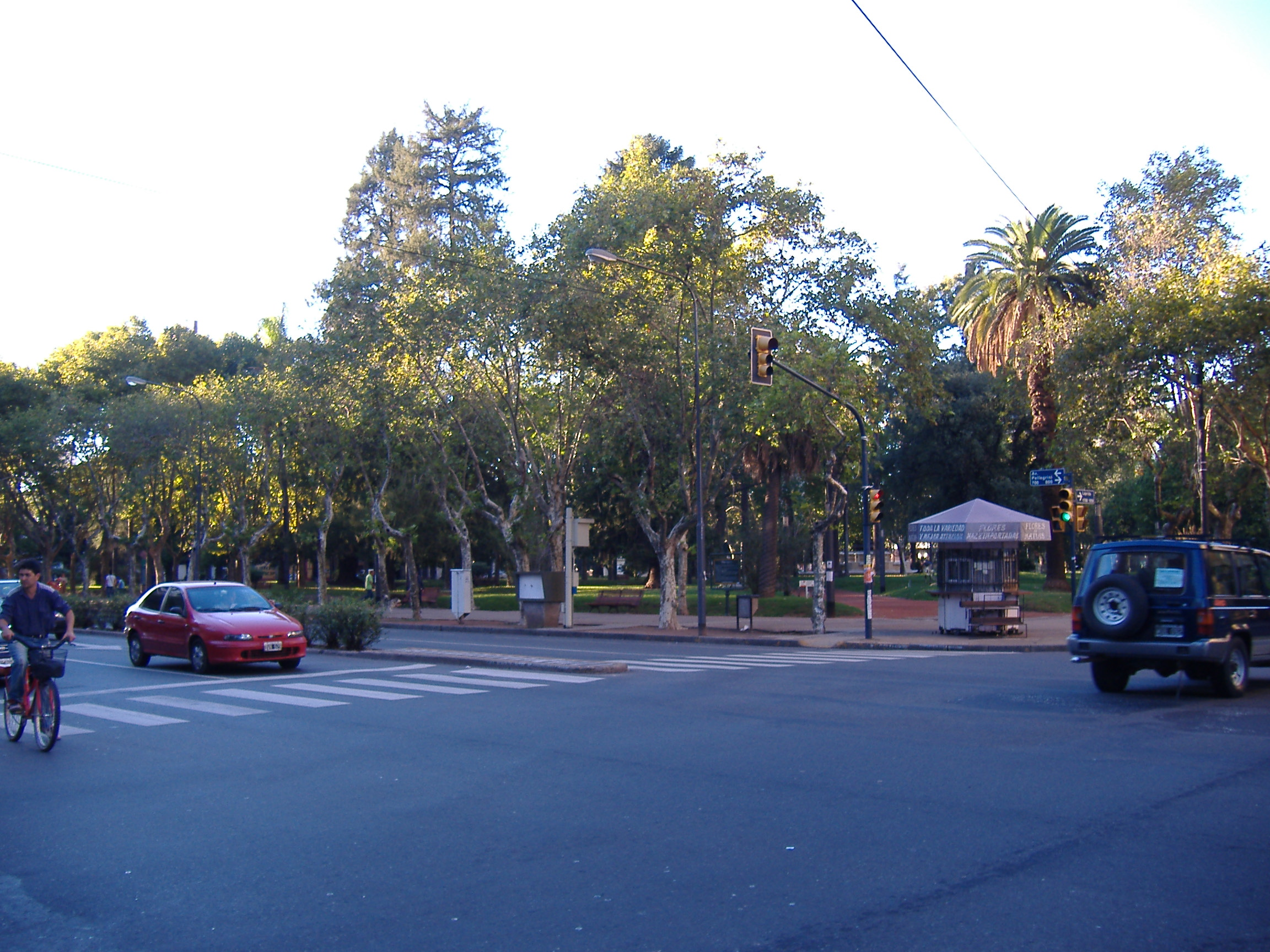
Plaza López, esquina con calle Laprida
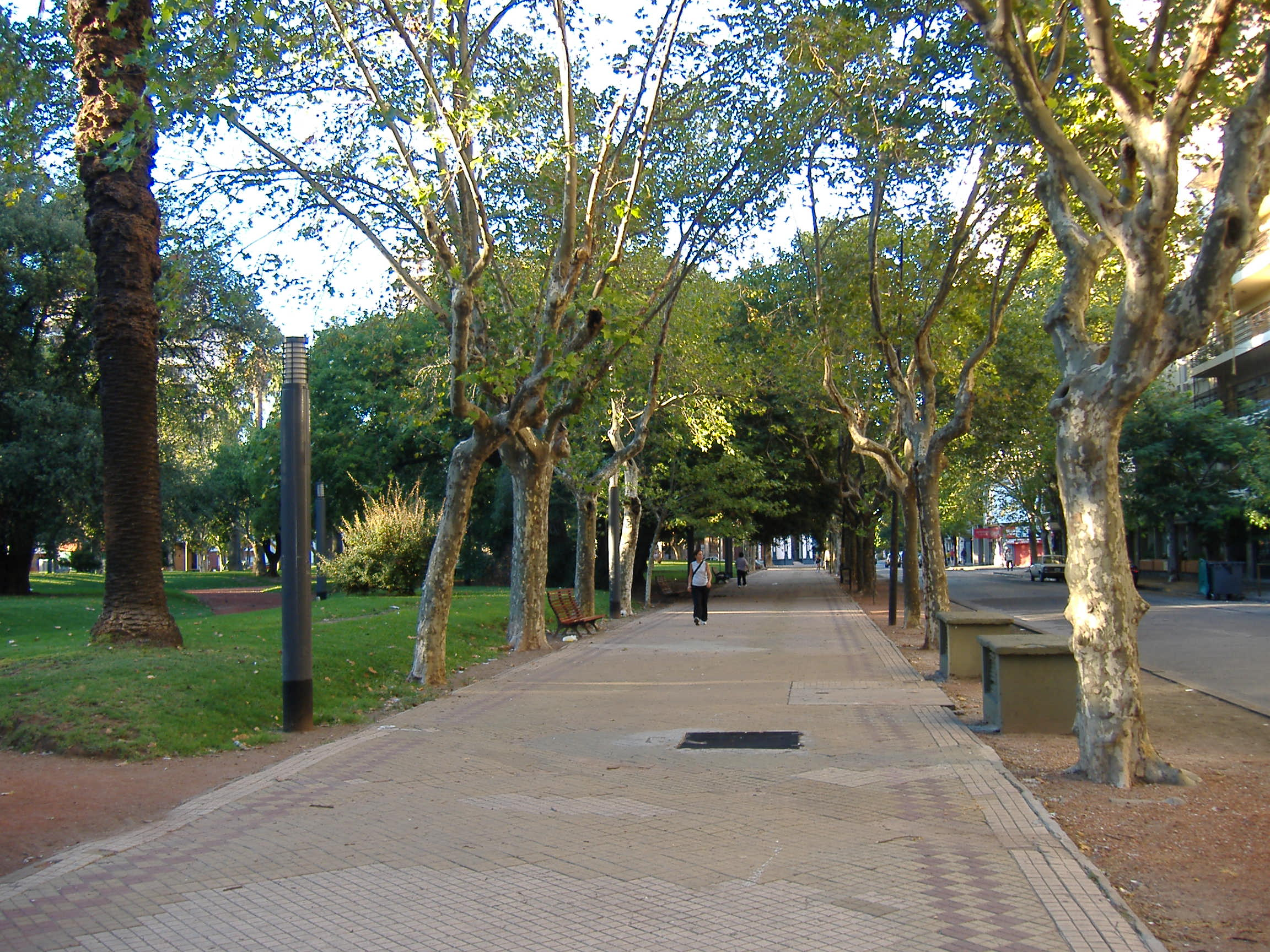
Plaza López
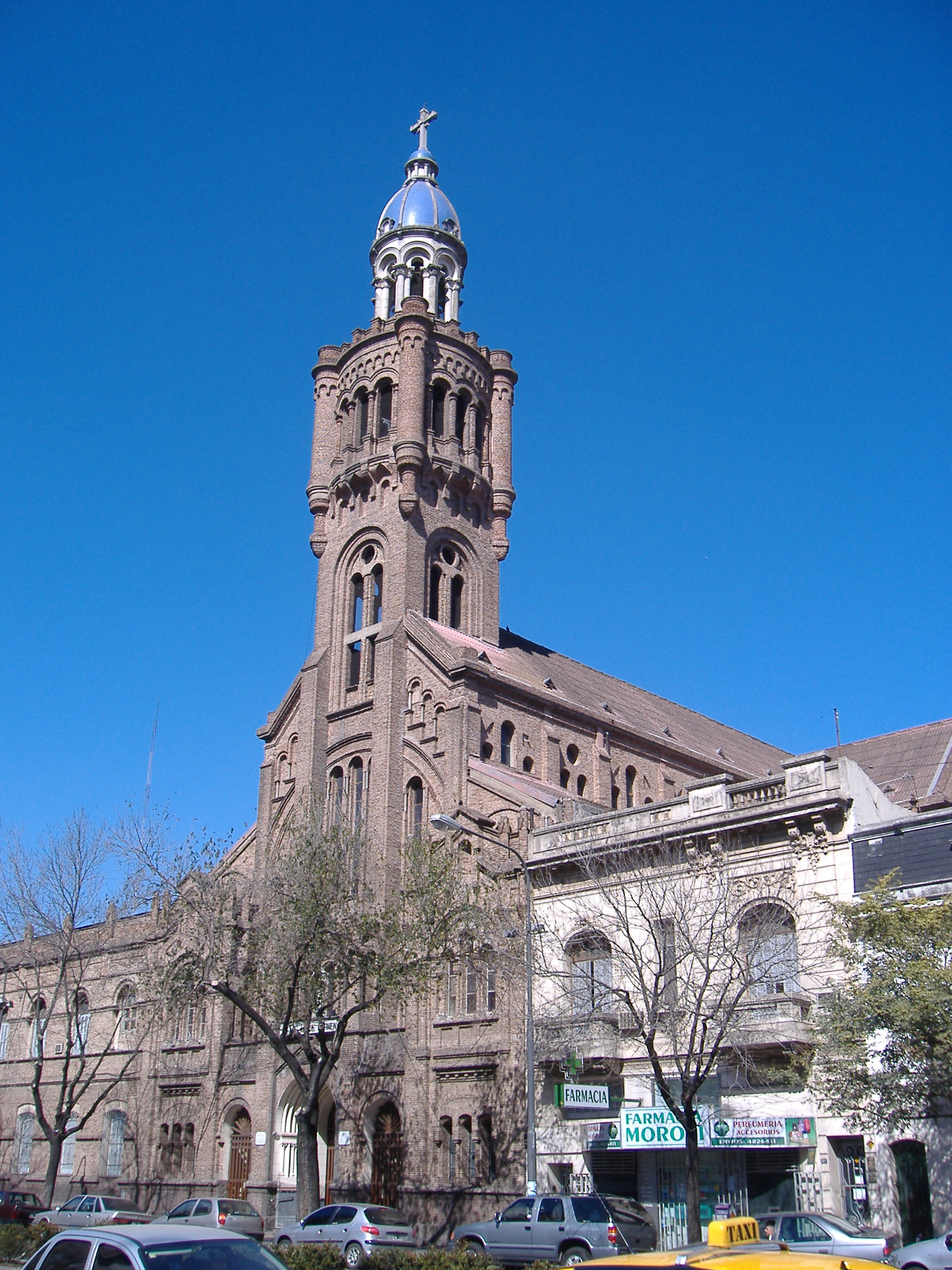
Iglesia de Nuestra Señora del Carmen
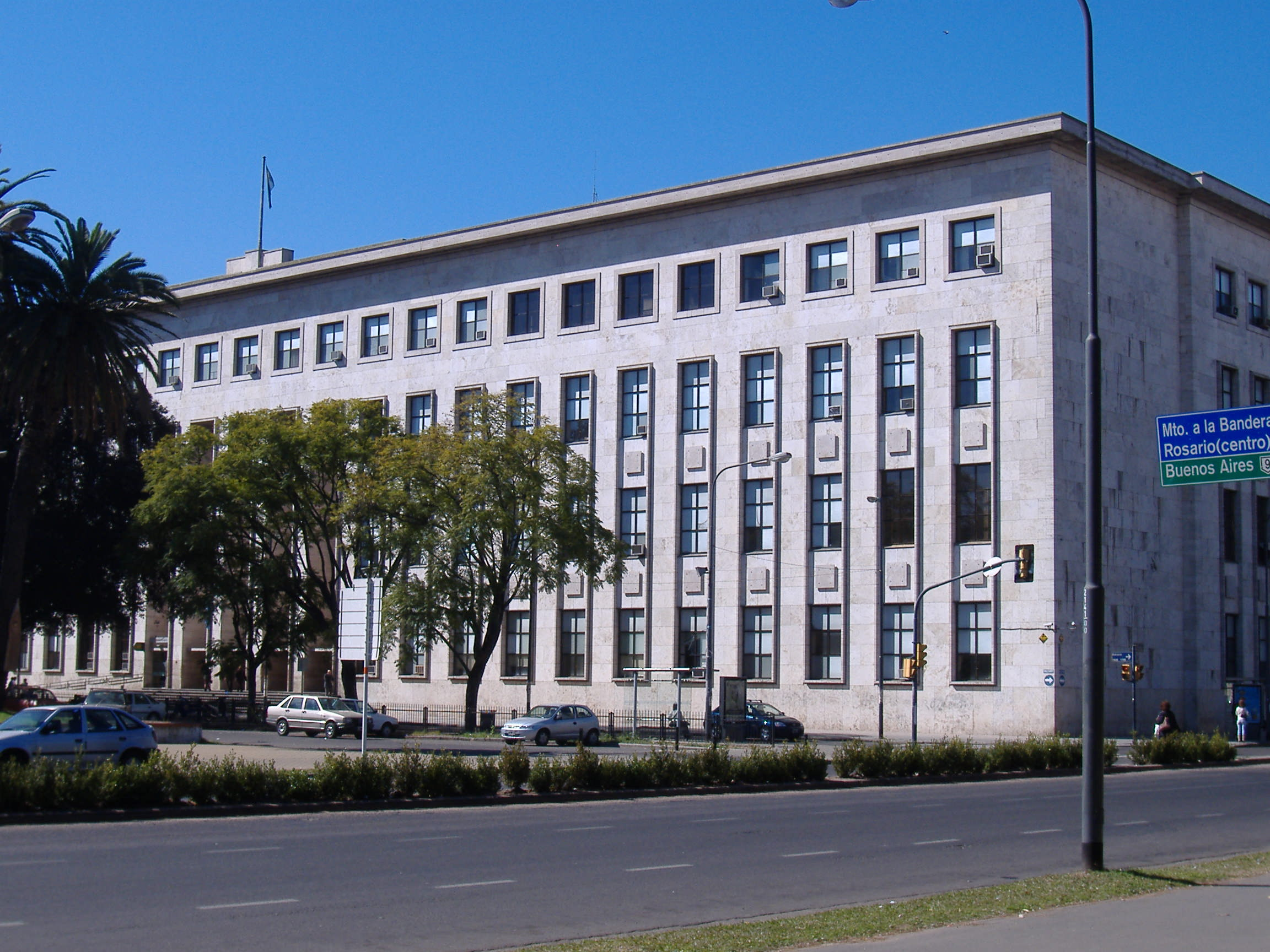
Tribunales Provinciales de Rosario
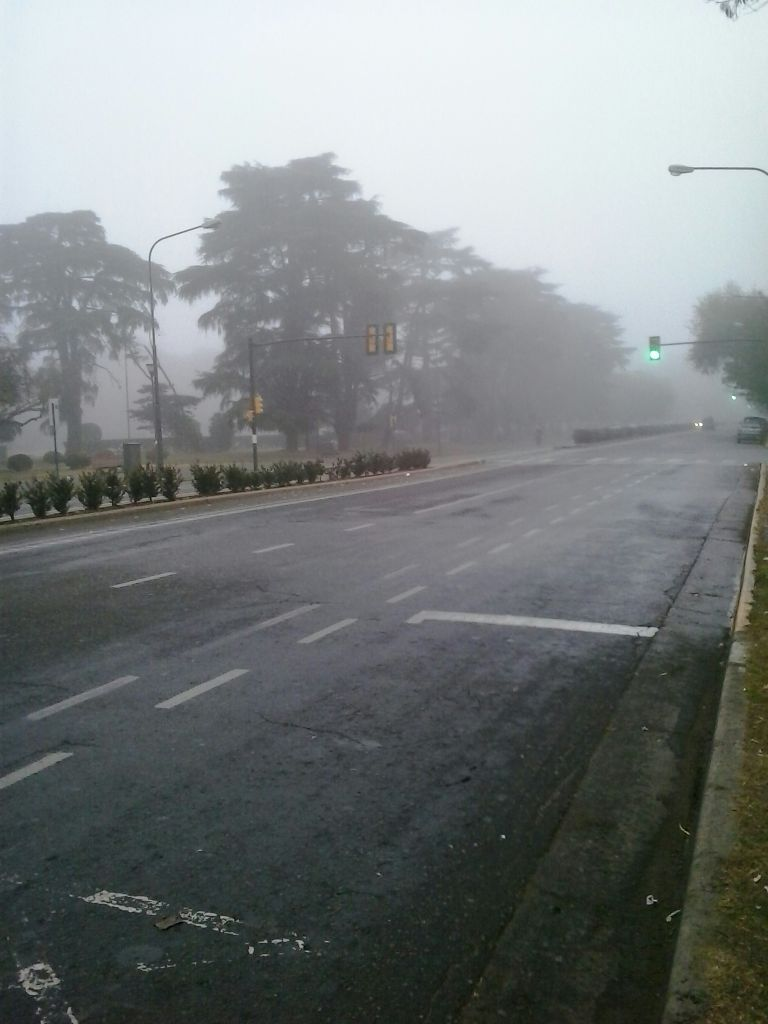
Avenida Pellegrini, casi al llegar a Alvear, en un día de niebla
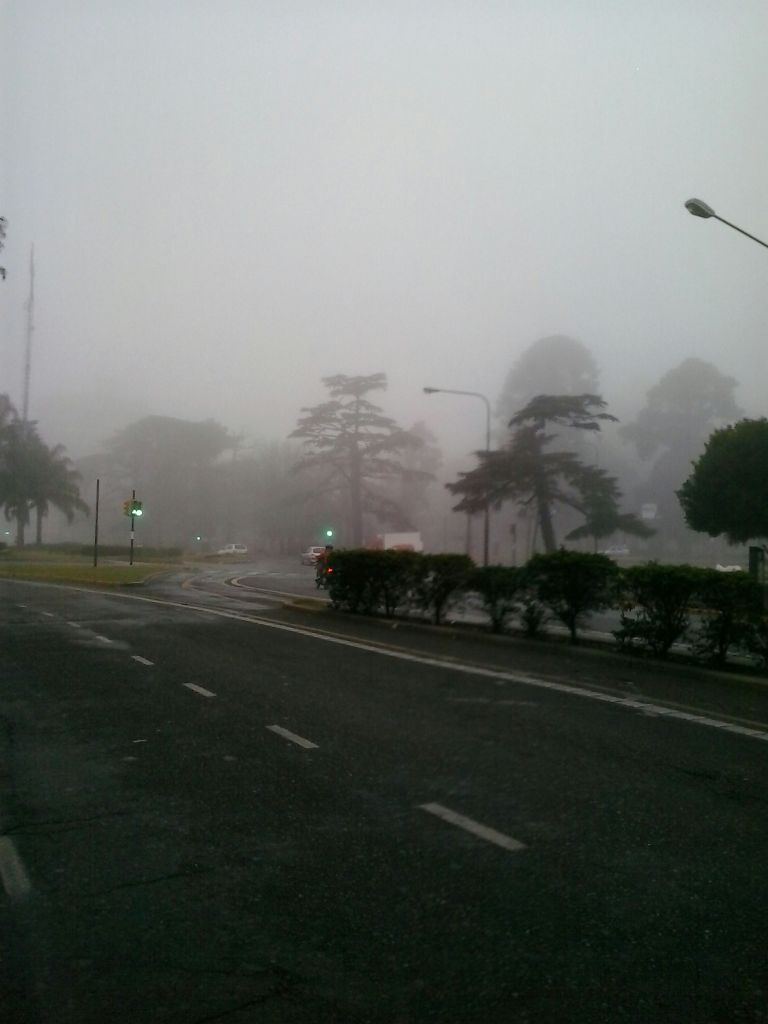
Llegando a la rotonda de Pellegrini y Oroño, en un día de niebla